# 34314 Jasonlee
34314 Jasonlee este o planetă minoră (asteroid), cu un diametru de 7,097 km, din centura de asteroizi. A fost descoperită pe 26 august 2000 la Experimental Test Site⁠(d) de Lincoln Near-Earth Asteroid Research. 
Obiectul prezintă o orbită caracterizată de o semiaxă mare de 2,3553678 UAi, o excentricitate de 0,19, o înclinație de 7,50699 ° în raport cu ecliptica.